# 祁达才
祁达才（1963年11月—），广东东莞人，毕业于清华大学，教授级高级工程师。1989年12月参加工作，曾任任广州蓄能水电厂副厂长、厂长、广东省电力工业局生技处处长、广东省广电集团有限公司董事、总经理、党委副书记。2002年12月任中国南方电网董事、副总经理、党组成员。2015年3月30日因涉嫌严重违纪违法被广东省纪委调查。